# Públio Lucrécio Tricipitino
Públio Lucrécio Tricipitino (em latim: Publius Lucretius Triciptinus) foi um político da gente Lucrécia nos primeiros anos da República Romana eleito tribuno consular por duas vezes, em 419 e 417 a.C. Era filho de Hosto Lucrécio Tricipitino, cônsul em 429 a.C..

## Primeiro tribunato (419 a.C.)
Em 419 a.C., Públio Lucrécio foi eleito tribuno consular com Agripa Menênio Lanato e Espúrio Náucio Rutilo. Possivelmente também Caio Servílio Áxila.
Em Roma, uma perigosa revolta de escravos foi evitada graças a dois delatores, recompensados com 10 000 asses cada um. 

Mas Júpiter estragou estes planos malignos e, graças à delação de dois participantes do complô, os culpados foram presos e punidos. Os informantes foram recompensados com 10 000 asses pagos pelo erário estatal — uma soma atualmente considerada uma verdadeira fortuna — e lhes foi conferida a liberdade.— Lívio "Ab Urbe Condita libri" IV, 4, 45
Na política externa, Lívio relata apenas a habitual movimentação hostil dos équos e o estranho comportamento da cidade de Labico.

Mas, como a delegação enviada a Labico retornou com respostas ambíguas, das quais se intuía que não estavam se preparando para a guerra, mas também que a paz não duraria muito, os romanos encarregaram aos tuscolanos a tarefa de garantir que Labico não se tornaria uma nova ameaça de guerra.— Lívio "Ab Urbe Condita libri" IV, 4, 45

## Tribuno consular (417 a.C.)
Em 417 a.C., Agripa foi novamente eleito, desta vez com Agripa Menênio Lanato, Caio Servílio Áxila e Espúrio Vetúrio Crasso Cicurino.
Este ano, como o seguinte, foi relatado por Lívio como tranquilo externamente e tenso internamente por causa do reaquecimento da questão agrária pelos tribunos da plebe.